# Фалмут-Форсайд (Мен)
Фалмут-Форсайд (англ. Falmouth Foreside) — переписна місцевість (CDP) в США, в окрузі Камберленд штату Мен. Населення — 1554 особи (2020).

## Географія
Фалмут-Форсайд розташований за координатами 43°43′56″ пн. ш. 70°13′5″ зх. д. / 43.73222° пн. ш. 70.21806° зх. д. (43.732346, -70.218024).  За даними Бюро перепису населення США в 2010 році переписна місцевість мала площу 4,31 км², з яких 3,94 км² — суходіл та 0,37 км² — водойми.

## Демографія
Згідно з переписом 2010 року, у переписній місцевості мешкало 1511 осіб у 567 домогосподарствах у складі 365 родин. Густота населення становила 351 особа/км².  Було 647 помешкань (150/км²).
Расовий склад населення:
| - 97,6 % — білих - 0,7 % — азіатів - 0,3 % — чорних або афроамериканців - 0,1 % — корінних американців |

До двох чи більше рас належало 0,6 %. Частка іспаномовних становила 1,0 % від усіх жителів.
За віковим діапазоном населення розподілялося таким чином: 21,6 % — особи молодші 18 років, 50,1 % — особи у віці 18—64 років, 28,3 % — особи у віці 65 років та старші. Медіана віку мешканця становила 51,0 року. На 100 осіб жіночої статі у переписній місцевості припадало 80,3 чоловіків;  на 100 жінок у віці від 18 років та старших — 74,5 чоловіків також старших 18 років.
Середній дохід на одне домашнє господарство  становив 131 917 доларів США (медіана — 90 526), а середній дохід на одну сім'ю — 170 536 доларів (медіана — 128 676). За межею бідності перебувало 3,4 % осіб, у тому числі 0,0 % дітей у віці до 18 років та 1,8 % осіб у віці 65 років та старших.
Цивільне працевлаштоване населення становило 765 осіб. Основні галузі зайнятості: освіта, охорона здоров'я та соціальна допомога — 34,8 %, науковці, спеціалісти, менеджери — 14,9 %, фінанси, страхування та нерухомість — 10,5 %, мистецтво, розваги та відпочинок — 7,5 %.